# Çiləgir (Xaçmaz)
Çılğır è un comune dell'Azerbaigian situato nel distretto di Xaçmaz. Conta una popolazione di 609 abitanti.